# Josef Jungmann
Josef Jungmann (16 de juliol de 1773 a Hudlice, prop de Beroun - 14 novembre de 1847 a Praga) fou un poeta bohemi i lingüista, i una figura destacada del Renaixement nacional txec. Juntament amb Josef Dobrovský, es considera que és el creador de la moderna llengua txeca.

## Vida
Jungmann fou el sisè fill (d'un total de deu) d'un sabater. En la seva joventut, volia convertir-se en un sacerdot. Després de completar els seus estudis a l'institut en 1788-1792, tanmateix, passà a estudiar Filosofia i Dret. A principis del 1799, començà a ensenyar en un institut ("Gymnasium") a Litoměřice (Leitmeritz), que tenia una majoria alemanya en aquell temps. El 1815, se n'anà a Praga, on treballà fins al 1845 en Institut Acadèmic de la Ciutat Vella com a professor de txec. Aconseguí un doctorat en la Filosofia i Matemàtiques el 1817; fou degà de la Facultat d'Arts el 1827 i el 1838. El 1840, es convertí en rector de la Universitat Carolina de Praga.

## Obra
Jungmann fou un defensor rigorós del renaixement de la llengua txeca escrita. Per contrast amb el seu professor, Josef Dobrovský, també escrivia els seus treballs en txec. El 1805, publicà una traducció de Chateaubriand "Atala". Mercès a això, pretenia demostrar, que la llengua de txec era adequada per a textos artístics complicats. Posteriorment, publicà traduccions de Johann Wolfgang von Goethe, Friedrich von Schiller i John Milton. Els poemes originals de Jungmann són pocs, però inclouen dos primers sonets dels Ressorgiment i el poema narratiu curt Oldřich a Božena ("Ulrich i Bozena").
En anys posteriors, publicà una sèrie de textos polèmics, més notablement les "Xerrades sobre la llengua txeca". El 1820, publicava "Slovesnost", que era una mena de llibre de text estilístic. A continuació, el 1825, publicà una "Història de la literatura txeca".
La seva obra més important és el diccionari alemany-txec en cinc volums (1834-39). En aquest diccionari, replantejà la base pel vocabulari txec modern. Per aconseguir la gamma estilística de vocabulari desitjavaa, per a l'efecte poètic, i per expandir els recursos lèxics de txec, Jungmann revifà paraules arcaiques, per a les quals estudià documents històrics, o les prengué en préstec d'altres llengües eslaves, i creà neologismes. Moltes de les seves paraules es convertiren en una part permanent de la llengua.
El Carrer de Jungmann i la Jungmannovo náměstí (La Plaça de Jungmann) a Praga reberen el seu nom en honor d'ell; la plaça conté una gran estàtua de Jungmann.

### Literatura
- Antibohemia, 1814
- Historie literatury české aneb Soustavný přehled spisů českých, s krátkou historií národu, osvícení a jazyka, 1825 (Història de la literatura txeca o revisió sistemàtica dels escrits en txec, amb una breu història de la nació, la Il·lustració i la llengua)
- Krok (Etapa)
- Nepředsudečné mínění o české prozódii, 1804 (Prejudicis sobre la prosòdia txeca)
- O jazyku českém, 1806 (La llengua txeca)
- O klasičnosti literatury a důležitosti její (La literatura clàssica i la seva importància)
- Oldřich a Božena, 1806 (Oldřich i Božena)
- Rozmlouvání o jazyku českém (Xerrades sobre la llengua txeca)
- Slovesnost aneb Sbírka příkladů s krátkým pojednáním o slohu, 1820 (Retòrica o una col·lecció d'exemples amb un breu tractat sobre l'estil)
- Slovník česko-německý, 1834-39 (5 dílů) (Diccionari txec-alemany, 1834-1839 (5 parts))
- Slovo ke statečnému a blahovzdělanému Bohemariusovi, 1814 (Una paraula al respectable i ben educat Bohemarius)
- Zápisky, 1871 (Memòries)

## Biografies
- Emanuel Chalupný: Jungmann, Prag 1909
- Julius Dolanský: Jungmannův odkaz (Z dějin české slovesnosti), Prag 1948